# Мусса Думбія (малійський футболіст)
Мусса Думбія (фр. Moussa Doumbia, нар. 15 серпня 1994, Буаке) — малійський футболіст, півзахисник, нападник французького «Реймса» та національної збірної Малі.
Виступав, зокрема, за клуби «Реал Бамако» та «Ростов».

## Клубна кар'єра
Вихованець спортивної Академії Жана-Марка Гійю в Малі, два сезони з 2012 по 2014 рік провів у складі малійського клубу «Реал Бамако», в сезоні 2012/13 років став срібним призером першості Малі. В наступному сезоні завоював бронзові нагороди чемпіонату Малі. Брав участь в Лізі чемпіонів КАФ, дійшов зі своїм клубом до 1/8 фіналу турніру.
16 червня 2014 року підписав чотирирічний контракт з футбольним клубом «Ростов». 14 серпня 2014 року дебютував у програному (1:2) виїзному матчі російської Прем'єр-ліги проти московського «Локомотива». 18 липня 2015 року відзначився першим голом у футболці російського клубу, відкривши рахунок в матчі «Ростов» — «Терек» (1:1). У сезоні 2015/16 років у складі «Ростова» став срібним призером чемпіонату Росії. За чотири сезони відіграв за ростовську команду 55 матчів у національному чемпіонаті. Весну 2017 провів у піврічній оренді в тульському «Арсеналі».
У липні 2019 перейшов до французького «Реймса» на правах вільного агента, в якому став гравцем основного складу, зігравши за два сезони 54 матчі чемпіонату й забивши 5 голів.

## Виступи за збірну
У липні 2014 року дебютував за національну збірну Малі в товариському матчі проти збірної Китаю (3:1). Станом на 1 червня 2020 провів у формі головної команди країни 22 матчі, забивши 3 голи.
У складі збірної був учасником Кубка африканських націй 2017 року у Габоні та Кубка африканських націй 2019 року в Єгипті..

## Статистика виступів

### Клубна
Станом на зіграні матчі станом на 1 червня 2020
| Клуб                    | Сезон             | Чемпіонат           | Чемпіонат | Чемпіонат | Нац. кубок | Нац. кубок | Кубок ліги | Кубок ліги | Конт. кубок | Конт. кубок | Інші  | Інші | Загалом | Загалом |
| Клуб                    | Сезон             | Дивізіон            | Матчі     | Голи      | Матчі      | Голи       | Матчі      | Голи       | Матчі       | Голи        | Матчі | Голи | Матчі   | Голи    |
| ----------------------- | ----------------- | ------------------- | --------- | --------- | ---------- | ---------- | ---------- | ---------- | ----------- | ----------- | ----- | ---- | ------- | ------- |
| Реал Бамако             | 2013/14           | Прем'єр-ліга (Малі) |           |           |            |            | –          | –          | 2           | 1           | –     | –    | 2       | 1       |
| Ростов                  | 2014/15           | Прем'єр-ліга        | 19        | 0         | 1          | 0          | –          | –          | 2           | 0           | 1     | 0    | 23      | 0       |
| Ростов                  | 2015/16           | Прем'єр-ліга        | 12        | 3         | 0          | 0          | –          | –          | –           | –           | –     | –    | 12      | 3       |
| Ростов                  | 2016/17           | Прем'єр-ліга        | 6         | 0         | 0          | 0          | –          | –          | 5           | 0           | –     | –    | 11      | 0       |
| Ростов                  | 2017/18           | Прем'єр-ліга        | 18        | 0         | 2          | 0          | –          | –          | –           | –           | –     | –    | 20      | 0       |
| Ростов                  | Загалом           | Загалом             | 55        | 3         | 3          | 0          | -          | -          | 7           | 0           | 1     | 0    | 66      | 3       |
| Арсенал (Тула) (оренда) | 2016/17           | Прем'єр-ліга        | 12+2      | 1         | 0          | 0          | –          | –          | –           | –           | –     | –    | 14      | 1       |
| Реймс                   | 2018/19           | Ліга 1              | 28        | 3         | 0          | 0          | 1          | 0          | –           | –           | –     | –    | 29      | 3       |
| Реймс                   | 2019/20           | Ліга 1              | 26        | 2         | 1          | 0          | 4          | 1          | –           | –           | –     | –    | 31      | 3       |
| Реймс                   | Загалом           | Загалом             | 54        | 5         | 1          | 0          | 5          | 1          | -           | -           | -     | -    | 60      | 6       |
| Усього за кар'єру       | Усього за кар'єру | Усього за кар'єру   | 123       | 9         | 4          | 0          | 5          | 1          | 9           | 1           | 1     | 0    | 142     | 11      |

### У збірній
| Малі    | Малі  | Малі |
| Роки    | Матчі | Голи |
| ------- | ----- | ---- |
| 2014    | 1     | 0    |
| 2015    | 0     | 0    |
| 2016    | 5     | 2    |
| 2017    | 7     | 0    |
| 2018    | 2     | 1    |
| 2019    | 7     | 0    |
| Загалом | 22    | 3    |

Статистика станом на 1 червня 2020 року

### Голи в футболці збірної
Статистика станом на 1 червня 2020.
| Но. | Дата              | Місце                                 | Ігри | Суперник        | Рахунок | Результат | Змагання              |
| --- | ----------------- | ------------------------------------- | ---- | --------------- | ------- | --------- | --------------------- |
| 1   | 4 червня 2016     | Джуба стедіум, Джуба, Південний Судан | 3    | Південний Судан | 3–0     | 3–0       | кваліфікація КАН 2017 |
| 2   | 4 вересня 2016    | Стад дю 26 Марс, Бамако, Малі         | 4    | Бенін           | 5–1     | 5–2       | кваліфікація КАН 2017 |
| 3   | 17 листопада 2018 | Ангондже, Лібревіль, Габон            | 16   | Габон           | 1–0     | 1–0       | кваліфікація КАН 2019 |

## Досягнення
- Прем'єр-ліга Малі
  -  Срібний призер (1): 2012/13
  -  Бронзовий призер (1): 2013/14

- Прем'єр-ліга
  -  Срібний призер (1): 2015/16